# SMG$
SMG$ je knihovna funkcí pro práci s obrazovkou v textovém režimu pro OpenVMS. Knihovna umožňuje programům vytvářet textová uživatelská rozhraní nezávislá na konkrétním terminálu. Účel knihovny je podobný jako knihovny ncurses, která je oblíbená v operačních systémech Unixového typu.